# Městská knihovna v Budyšíně
Městská knihovna v Budyšíně (německy Stadtbibliothek Bautzen, hornolužickosrbsky Měšćanska biblioteka Budyšin) je veřejnou institucí města Budyšína, která zahrnuje hlavní knihovnu, knihovnu pro děti a mládež a pojízdnou knihovnu. Její součástí jsou historické fondy s kolekcemi starých tisků ze 16. století, sbírkou inkunábulí a vzácných rukopisů, mezi nimiž jsou také bohemika, husitika a sorabika. V této sbírce se mimo jiné nachází známý Budyšínský rukopis s husitskými písněmi, který zachycuje na 92 pergamenových listech šest odjinud neznámých českých textů z roku 1420. Městská knihovna v Budyšíně založená v roce 1596 je po Knihovně Christiana Weise v Žitavě druhou nejstarší a zároveň největší městskou knihovnou v Horní Lužici.

## Historie

### Stará městská knihovna (1596–1925)

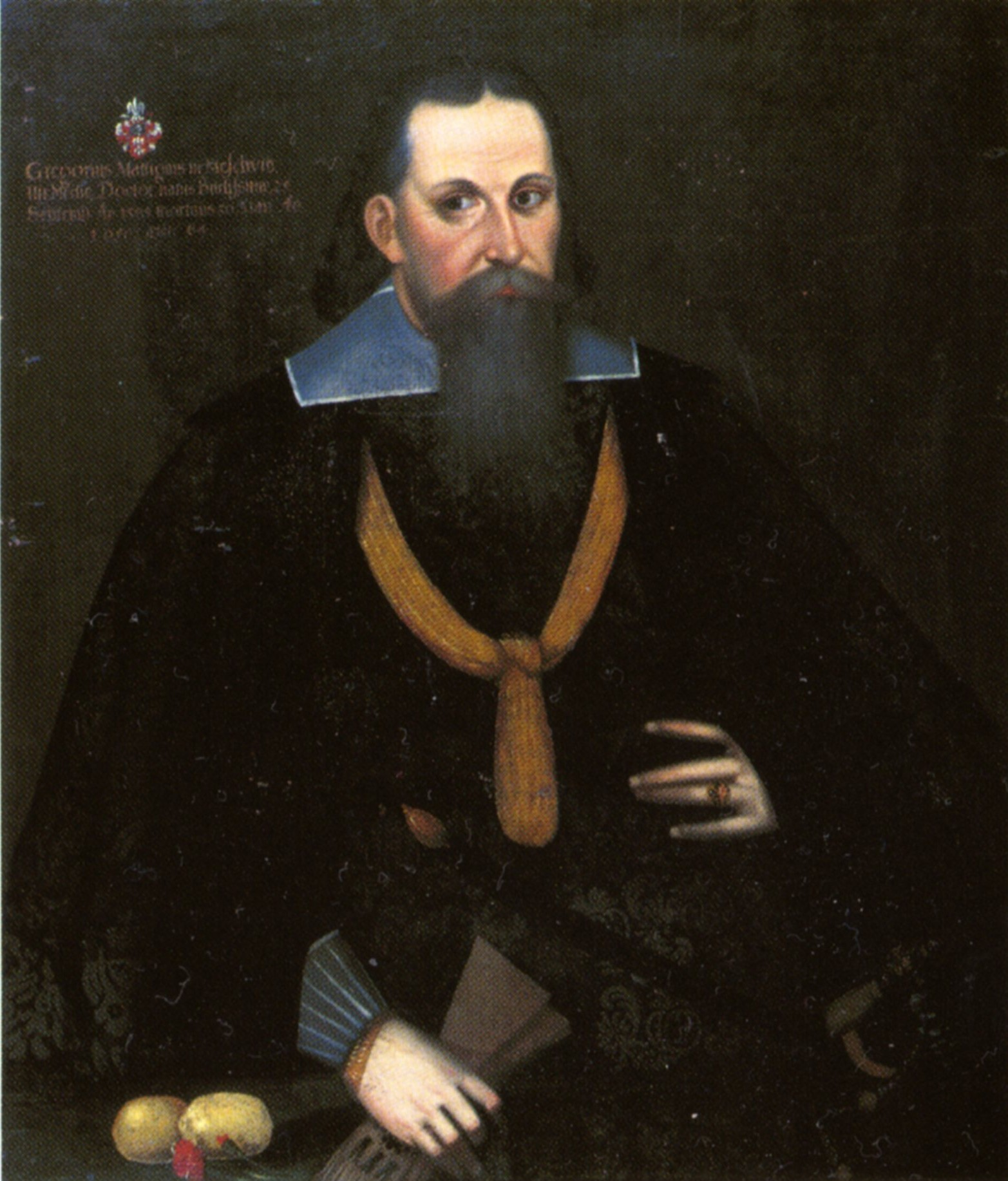
Gregorius Mättig (1585–1650), olejomalba na lněném plátně, ca. 1650, 105,5 x 89,5 cm, Muzeum Budyšín, č. 3698

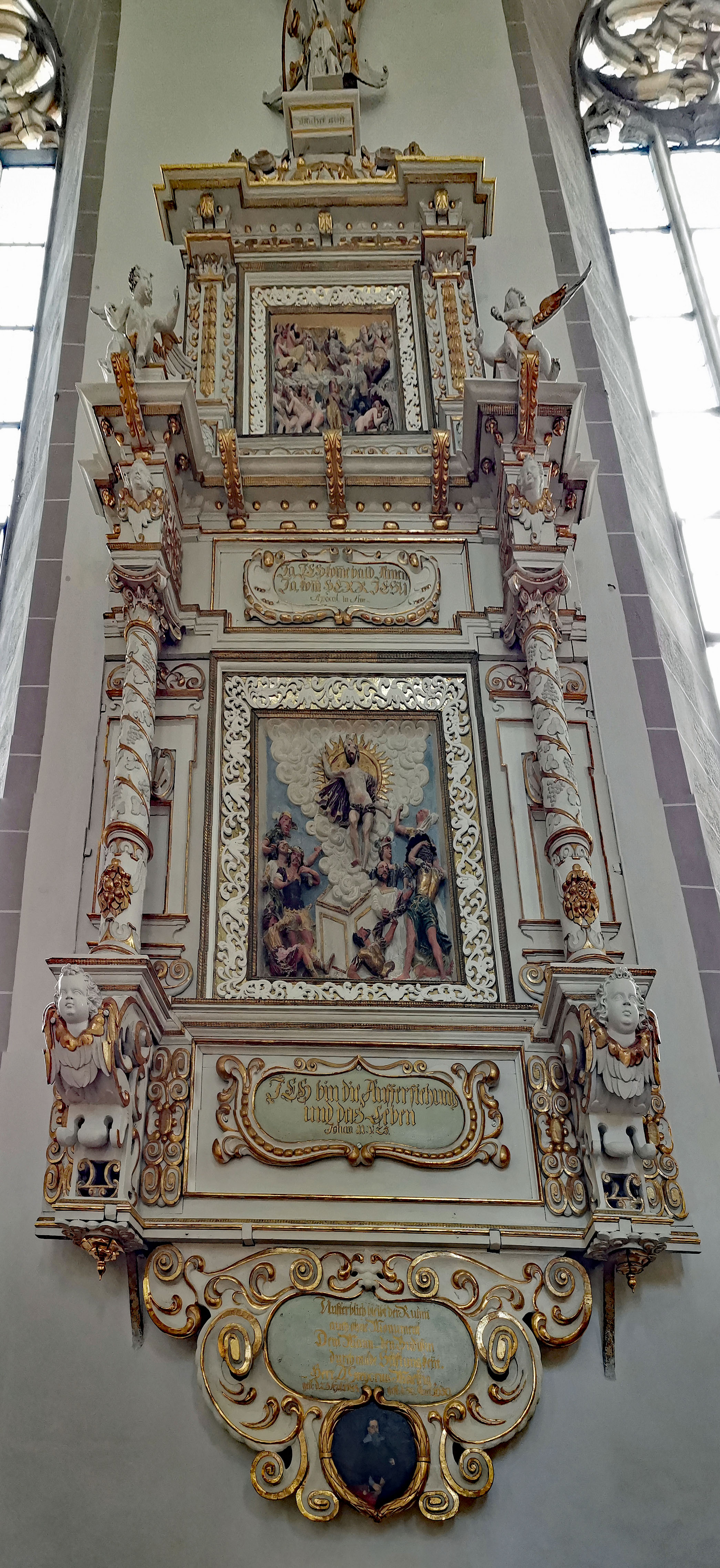
Epitaf Gregoria Mättiga v Chrámu sv. Petra v Budyšíně

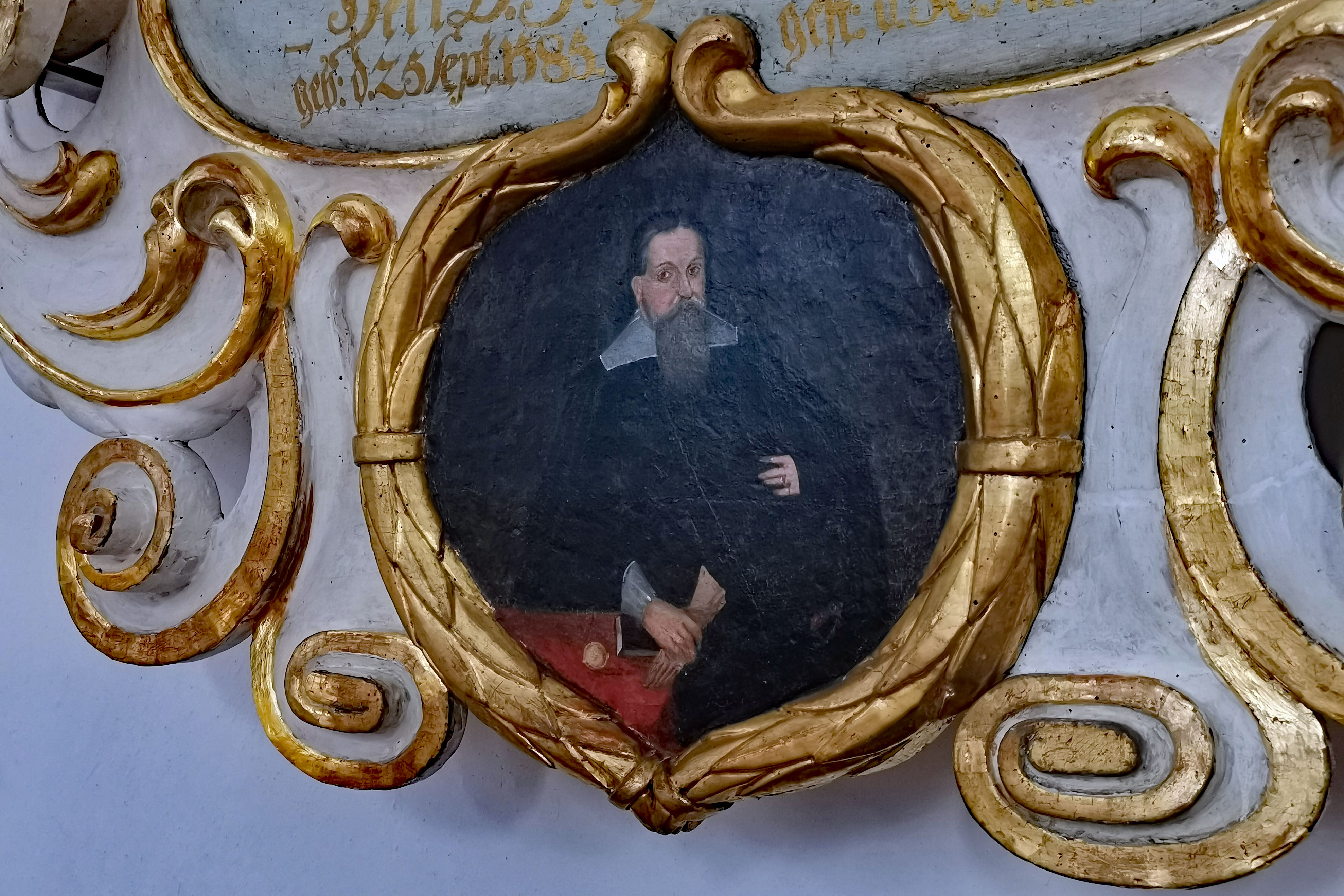
Detail epitafu Gregoria Mättiga

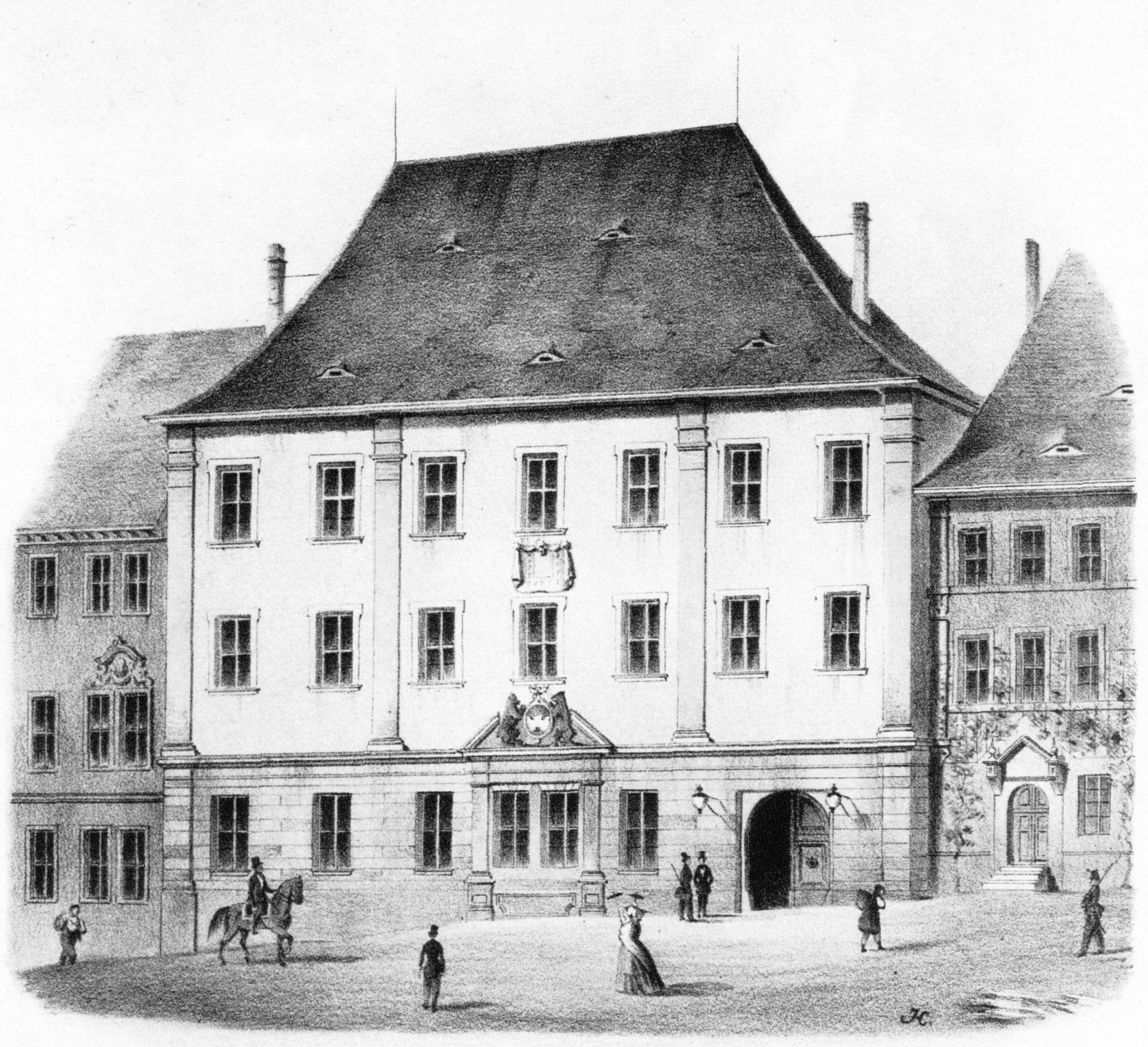
Pohled na Dům hornolužických stavů v polovině 19. století

Historická městská knihovna v Budyšíně měla své kořeny ve dvou starších institucích, jejichž minulost sahá až do poloviny 16. století. V roce 1537 byla založena Nova schola Budissinensis, nová radní evangelická škola (později gymnázium), jejíž rektoři byli žáky Philippa Melanchthona. Druhým předchůdcem byla budyšínská tiskařská dílna lipského knihtiskaře Nikolause Wolraba, z jehož dílny pocházejí některé dosud uchovávané staré tisky, např. nejstarší budyšínský tisk z roku 1555. V jedné z kronik je doložena první písemná zmínka o tom, že městská rada roku 1596 založila malou sbírku knih s klasickými a teologickými díly. Dne 29. září 1596 proběhlo slavnostní otevření této knihovny u Lauského příkopu v baště, která se nacházela na místě pozdější budovy divadla z roku 1796. Tato instituce byla od počátku spojena s tehdejším latinským gymnáziem. Zájem o klasická a teologická studia souvisel s reformací a humanismem, avšak složení sbírky není známo, neboť v průběhu třicetileté války v roce 1634 války knihovna vyhořela. Následujících 22 let město žádnou vlastní knihovnu nemělo. Teprve, když budyšínský lékař, radní a filantrop Dr. Gregorius Mättig (1585–1650) „radě a celému městu Budyšín na věčnou památku“ odkázal svou vzácnou vědeckou, uměleckohistorickou a literární sbírku, byl roku 1556 vytvořen základ pro novou městskou knihovnu. Ta sídlila v budově gymnázia, později na radnici. V inventáři je dosud 211 svazků z někdejšího majetku Gregoria Mättiga.
O prvních 90 letech Mättigovy nadační knihovny víme velmi málo. V roce 1746 byl knihovníkem jmenován Justus Gottlieb Hetschold, jenž se musel vyrovnávat s nepříznivými vnějšími okolnostmi, jako byla druhá slezská válka, a především sedmiletá válka. V roce 1744 knihovně připadla pozůstalost purkmistra Dr. Johanna Gottfrieda Steudtnera, roku 1748 věnoval evangelický farář z Klixu (Klukš) Christoph Friedrich Faber (Kryšan Bjedrich Faber) 51 lužickosrbských knih včetně nejstaršího lužickosrbského zpěvníku z roku 1671. Hetscholdovým následovníkem se stal Johann Gottlieb Cober, který knihovnu vedl do roku 1763. Knihovně tehdy byly odkázány další knižní sbírky patricijů, jako byla např. sbírka právních, duchovních a hospodářských knih purkmistra Erdmanna Gottfrieda Schneidera. Na konci 18. století začíná ve fondu vedle latinských knih postupně převažovat němčina. V roce 1808 převzal knihovnu Christian Gottlob Otto, což byl první přírodovědec v této funkci. Za jeho nástupce Johanna Ernsta Käuffera došlo k první větší reorganizaci. Ve funkčních obdobích Friedricha Gotthelfa Fritzsche, Friedricha Wilhelma Hoffmanna a Carla Traugotta Jähneho knihovna neustále zápasila s nedostatkem financí, regálů a s nevyhovujícími prostorami. V roce 1843 tvořilo fond asi 12 000 svazků ve 14 odděleních. Knihovna měla stále ještě muzeální charakter, těžištěm fondu byla teologie a klasická filologie, zatímco právní, medicínské a přírodovědné části fondu již měly spíše jen historickou hodnotu. Po roce 1864 byla za Karla Rößlera zahájena katalogizace, kterou dokončil jeho nástupce August Procksch. V roce 1872 inicioval „Spolek pro založení a udržování veřejné knihovny“ založení nové paralelní veřejné lidové knihovny zaměřené především na zábavnou a populárně naučnou literaturu. Městská knihovna, která byla roku 1884 přeložena do Soukenického domu (Gewandhaus/Kupnica), se v té době soustředila na nákup odborné literatury ze všech vědních oborů. V roce 1911 zaujímala dva sály a její fond zahrnoval 14 000 svazků. S koncem funkčního období Richarda Needona se uzavřela tato nejdelší perioda v dějinách knihovny, která se vyznačovala stálým nedostatkem financí a prostoru. Její kulturně i historicky cenná sbírka spravovaná po 272 let převážně gymnaziálními učiteli se stala základem pozdějšího fondu.

### Gersdorfská nadační knihovna (1681–1925)
V roce 1681 založil Hans von Gersdorff (1636–1697), příslušník v Horní Lužici usazeného šlechtického rodu, nadační knihovnu, která sídlila nedaleko Ortenburgu na pozemku hradního léna. Tato knihovna financovaná gersdorfskou nadací se základním kapitálem 9000 tolarů sloužila především členům rodu Gersdorfů, ale mohly jí využívat i další osoby. Podle stanov bylo nejprve podmínkou jejich akademické vzdělání, později se od tohoto omezení upustilo. Gersdorfská nadační knihovna byla koncipována jako knihovna vědecká, která shromažďovala zejména literaturu z oblasti práva, státovědy, geografie a statistiky, čímž tvořila určitý protipól k městské knihovně, která byla zaměřena spíše teologicky a filologicky. Již v prvních letech svého trvání knihovna získala 450 holandských a německých map a sbírku atlasů, z nichž je nejcennější Atlas Maior, jenž vyšel v Amsterdamu v letech 1645–1667 také v německém vydání. Nejznámějšími poklady Gersdorfské knihovny jsou ovšem staré rukopisy, zvláště pak bohemika, jako jsou v českém a latinském jazyce psaná pojednání Jana Husa a jeho stoupenců. Původ těchto rukopisů není znám, ale pravděpodobně byly získány od českých exulantů. V roce 1923 převzal poslední knihovník Kurt Marx 6000 svazků této knihovny, které již byly poškozeny nevhodným uložením a které byly od roku 1925 začleněny do fondů spojených Městských knihoven v Budyšíně.

### Městské knihovny vBudyšíně (1925–1945)
Původní městská knihovna, Gersdorfská nadační knihovna a Lidová knihovna se v roce 1925 spojily pod novým označením „Městské knihovny v Budyšíně“ pod jednu střechu a jednotné vedení. Sbírky byly přesunuty do prostor bývalé katedrální školy u chrámu sv. Petra. Tato nová instituce otevřená 17. února 1925 byla od té doby vědeckou i veřejnou knihovnou. V roce 1928 byla ve městě otevřena okresní pobočka pro lidové knihovny, která byla předchůdkyní pozdější okresní knihovny. Tou dobou vzniklo rovněž služební místo ředitele knihovny, jímž se stal Kurt Marx. Tato okresní pobočka byla odpovědná za výstavbu a provoz lidových knihoven ve správních oblastech Horní Lužice. Po nástupu nacionálně socialistické diktatury udržovala pobočka kontakty se Spolkem pro rozšiřování dobré populární literatury, s tzv. „Wendským oddělením“ (Wendenabteilung) Budyšínského hejtmanství, s NSDAP a se Svazem německého východu. To mimo jiné znamenalo, že byly vyřazeny knihy židovských, socialistických, komunistických a odborářských autorů. Závěrečné boje druhé světové války, zejména bitvu o Budyšín, přestála knihovna bez jakýchkoliv škod.

### Reorganizace (1945–1955)
Dne 1. října 1945 byl novým ředitelem Městských knihoven jmenován Dr. Jacob Jatzwauk (Jakub Wjacławk) (1885–1951), jenž vystudoval teologii, filosofii a slavistiku v Praze a historii a germanistiku v Lipsku. Jatzwauk rozpoznal hodnotu historického fondu a zasazoval se o vznik vědeckého oddělení knihovny. Ta se roku 1947 přesunula do svého nynějšího sídla, původní budovy hornolužických stavů, kam bylo deponováno 80 000 svazků. Tehdy došlo k novému uspořádání knihovních jednotek na regálech podle přidělených pořadových čísel. Přitom byla nejprve vyřazena nacionálně socialistická literatura a poté začleněny nové knihy získané z města i okresu. V podmínkách Sovětské okupační zóny bylo totiž v rámci pozemkové reformy zabaveno a znárodněno mnoho knihoven škol, úřadů a spolků a četné privátní knihovny. V roce 1950 vznikla separátní pobočka s knihovnou pro děti a mládež. Protože sbírka bohemik neměla pro tehdejší východoněmeckou vědu bezprostřední význam, objevil se návrh, aby byla prodána do Československa. Získané prostředky měly být použity na stavbu nové budovy. Jednání s Prahou však vázla, protože odhadnutá cena 360 000 RM byla příliš vysoká. Nakonec bylo v roce 1951 rozhodnuto, že cenný rukopis Kosmovy kroniky, odhadnutý na 200 000 RM, bude věnován prezidentu Klementu Gottwaldovi jako dar vlády NDR. V roce 1955 došlo na základě nařízení ministerstva kultury k transformaci Městských knihoven v Městskou a okresní knihovnu v Budyšíně. Pobočka pro lidové knihovny, která byla dříve součástí okresního úřadu, byla integrována do této nové instituce. Knižní fond se tou dobou rozrostl na 107 764 svazků, čímž vznikla největší knihovna v Horní Lužici.

### Městská a okresní knihovna (1955–1990)
Nová knihovna měla až do roku 1976 v městské oblasti pět místních poboček, což bylo zacíleno na větší a širší dosah vzdělávací činnosti na obyvatelstvo, o jaký usilovala městská rada. První pobočka byla otevřena roku 1957 a v následujících letech byla rozvíjena síť městských a venkovských knihoven. Díky své pestré a komplexní nabídce zaujala knihovna významné místo v kulturním životě města Budyšína.

### Městská knihovna vBudyšíně (1990–současnost)
Po zániku NDR instituce dostala svůj dnešní název Městská knihovna v Budyšíně. Do fondu přibylo přibližně 100 000 knihovních jednotek. V roce 1991 zahájila svůj provoz pojízdná knihovna, která obsluhuje městské části a obce bez stacionární pobočky. Kolem roku 2000 proběhla rekonstrukce a modernizace budov v Schloßstraße 10 a 12, při níž byly respektovány památkářské předpisy. V tomto komplexu sídlí od roku 1995 také městský archiv. Od roku 1998 je k dispozici elektronický katalog. Roku 2012 se pobočka s knihovnou pro děti a mládež přestěhovala do nových prostor bývalé školy v ulici Wendischer Graben. V roce 2013 byla v celém regionu zavedena služba „Onleihe Oberlausitz“, přes níž si lze vypůjčovat elektronická média. Od roku 2014 mají uživatelé přístup k Munzingerově databázi vědomostí a databance tisku GENIOS eBib-Solution. Téhož roku získala knihovna Saskou knihovnickou cenu, jíž uděluje saské ministerstvo pro vědu a umění ve spolupráci se saskou pobočkou Německého svazu knihoven. V roce 2016 byla zpřístupněna databáze Brockhaus. V listopadu 2016 získala instituce certifikát „Serviceorientiertes Unternehmen – ServiceQualität Deutschland Stufe I“. S rokem 2017 přešla okresní knihovna do správy Zemského úřadu v Budyšíně, čímž byla ukončena téměř 90letá symbióza městské a okresní knihovny.

## Organizační struktura

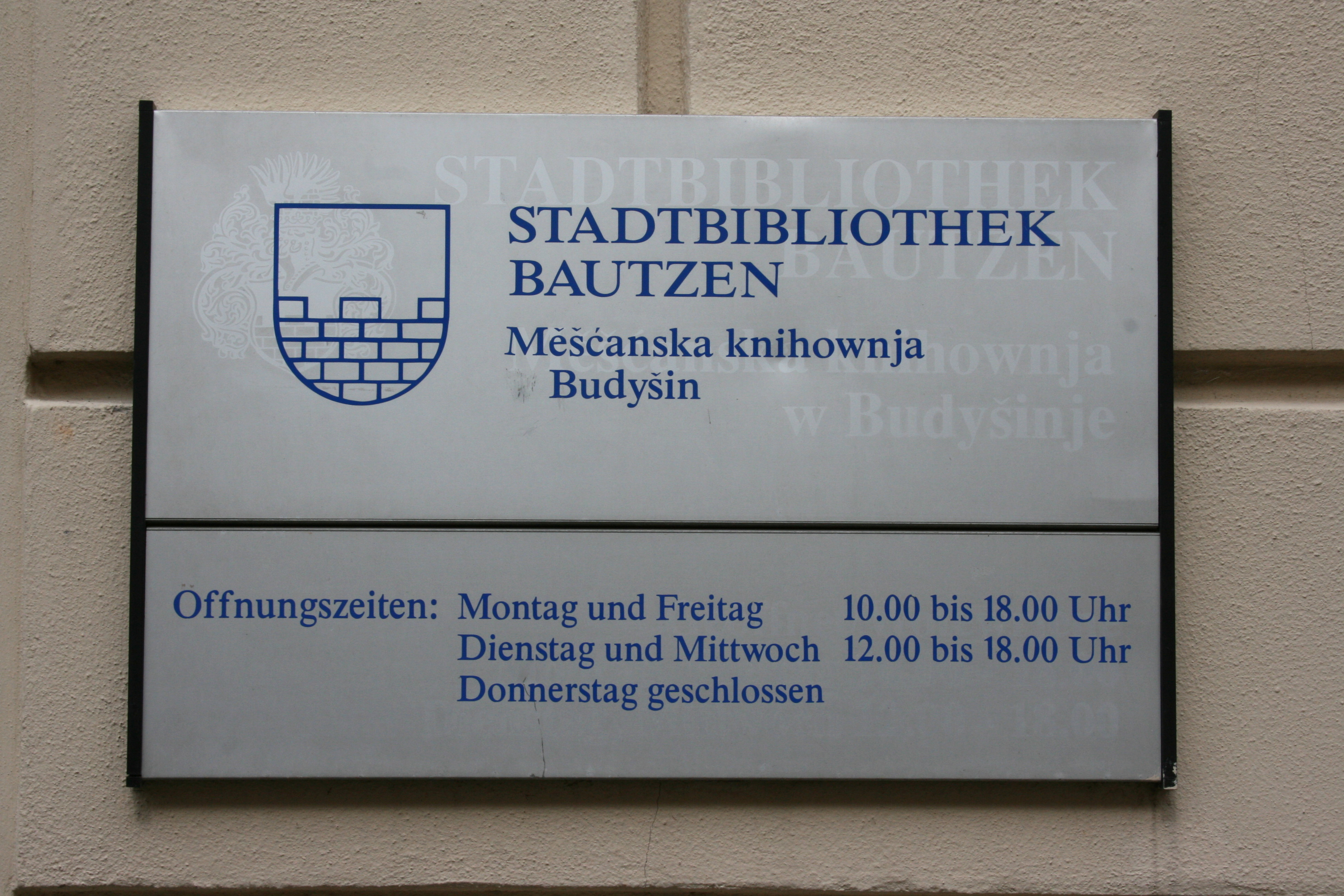
Tabule označení u vchodu do Městské knihovny v Budyšíně

- Hlavní knihovna – V hlavní knihovně v Schloßstraße 10/12 jsou na 4 podlažích různé tematické (bezbariérové) prostory s volně přístupným fondem 75 000 médií. Nabídka pokrývá širokou škálu zájmů: média pro vzdělávání, zábavu, volný čas a koníčky pro všechny skupiny obyvatel, především však pro mládež a dospělé.[12]
- Knihovna pro děti a mládež – Na adrese Wendischer Graben 1 sídlí knihovna s nabídkou knih, časopisů, filmů, rozhlasových her, hudby a herních konzolí pro děti a mládež. Zahrnuje také služby specializované na dětské školky, školy a jiná zařízení, projekty pro rozvoj čtenářských kompetencí, prázdninové programy a výuku tzv. MINT oborů (matematika, informatika, přírodní vědy, technika).[13]
- Pojízdná knihovna – Tato pojízdná knihovna obsluhuje každý týden 22 zastávek ve městě a 7 zastávek v zemském okrese. Na palubě knihovny je přibližně 5000 médií pro všechny věkové skupiny.[14]

## Fondy

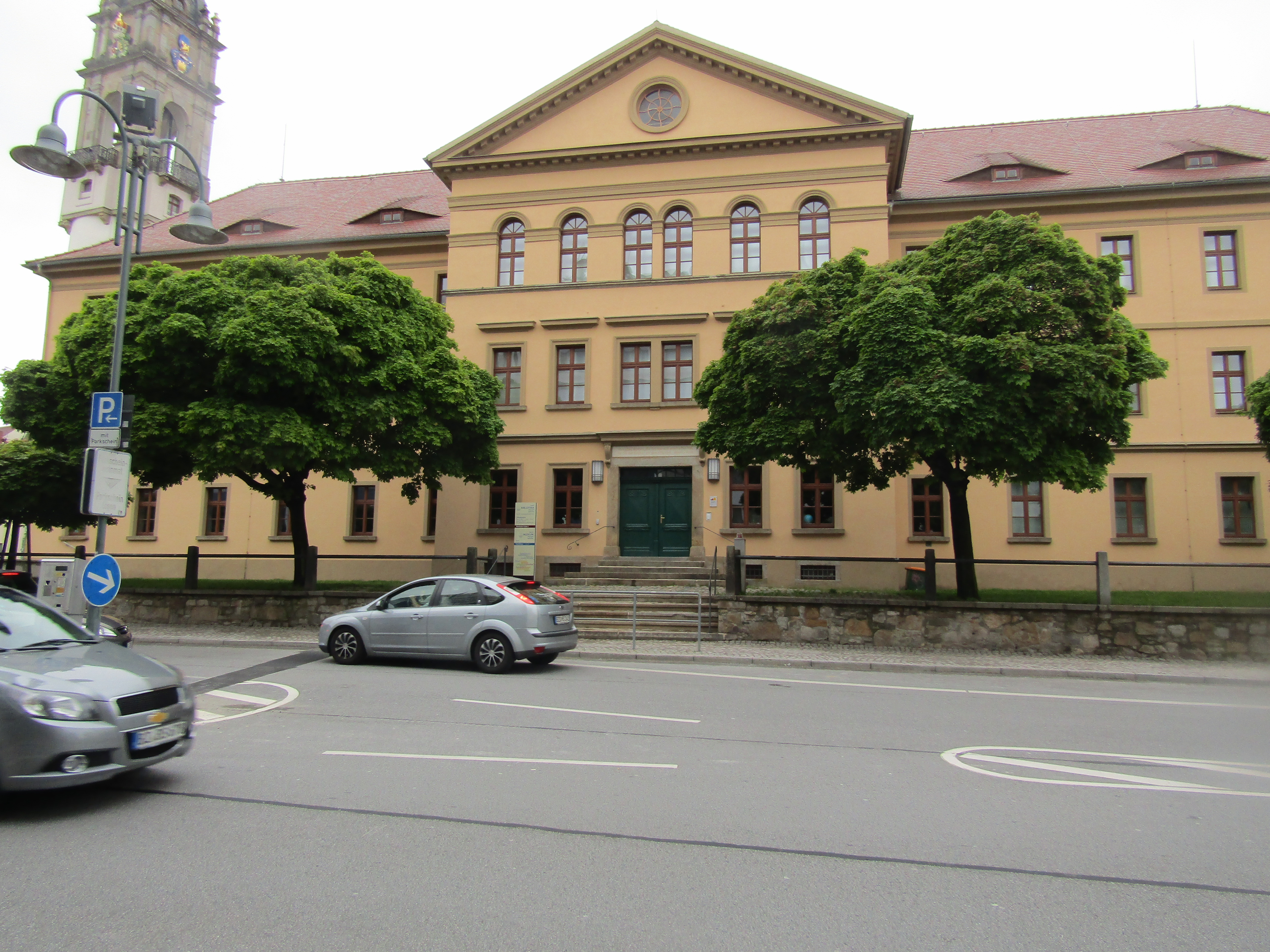
Knihovna pro děti a mládež, Wendischer Graben 1

- Městská knihovna – Ve fondu jsou knihy, jazykové kurzy, kartografické dokumenty, romány, průvodce, literatura faktu, literatura pro děti a mládež, cizojazyčná literatura, velkoformátové knihy, komiksy a manga. K dispozici je fond regionální literatury věnovaný městu, Horní Lužici a Sasku, dále společenské hry, CD, DVD, videohry a herní konzole a konečně elektronické knihy, časopisy a audionahrávky přístupné v rámci služby „Onleihe Oberlausitz“. Nabídku doplňují databáze Munzinger, Brockhaus a Genios.[15]
- Historické fondy obsahují rukopisy a inkunábule, staré tisky ze 16. století, kolekci Gersdorfské nadační knihovny, periodika od roku 1654 do současnosti a adresáře Budyšína z let 1668–1937.[15] Součástí fondu jsou spisy Tomáše Štítného ze Štítného, postily Jana Husa z let 1411–1412 a Budyšínský rukopis s husitskými písněmi. Ten zachycuje na 92 pergamenových listech šest odjinud neznámých českých textů, z nichž dva jsou prozaické a čtyři veršované. Všechny tyto texty vznikly v roce 1420 při boji Prahy a spojenců proti králi Zikmundovi Lucemburskému a křižáckým vojskům. Rukopis obsahuje známé „Hádání Prahy s Kutnou Horou“, které je psáno jako dialog mezi utrakvistickou a katolickou stranou. Do roku 1598 rukopis patřil univerzitnímu mistru a novoměstskému písaři Jiřímu Carolidovi z Karlsperka, jenž ho věnoval měšťanu Eliáši Rozýnovi z Javorníka, jehož rodina později emigrovala.[1] Nejcennější husitika z Gersdorfské nadační knihovny byla digitalizována a jsou přístupná z webu Saské zemské a univerzitní knihovny v Drážďanech (viz níže v sekci „Digitalizáty“). Od roku 2014 v knihovně probíhá provenienční výzkum, který se zabývá soubory knih a uměleckých děl uloupených nacisty zejména z majetku Židů. Tento výzkum pod záštitou Německé nadace pro ztracená umělecká díla vychází z Washingtonských zásad o nacisty zabaveném umění přijatých v roce 1998, z nichž plyne povinnost objasnit původní vlastnictví a nabídnout ukradené knihy k vrácení potomkům původních majitelů.[16][17]

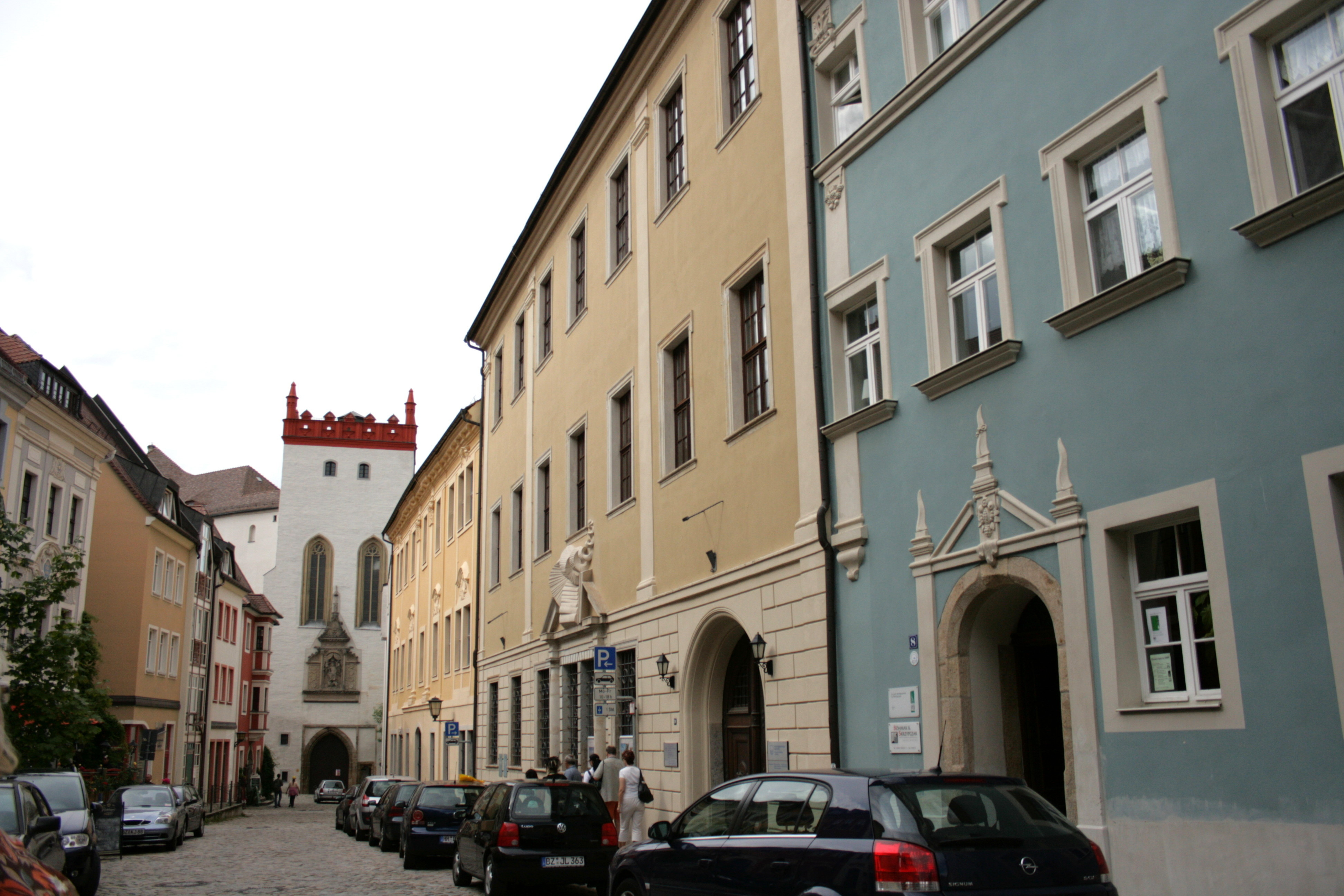
Schloßstraße se sídlem knihovny
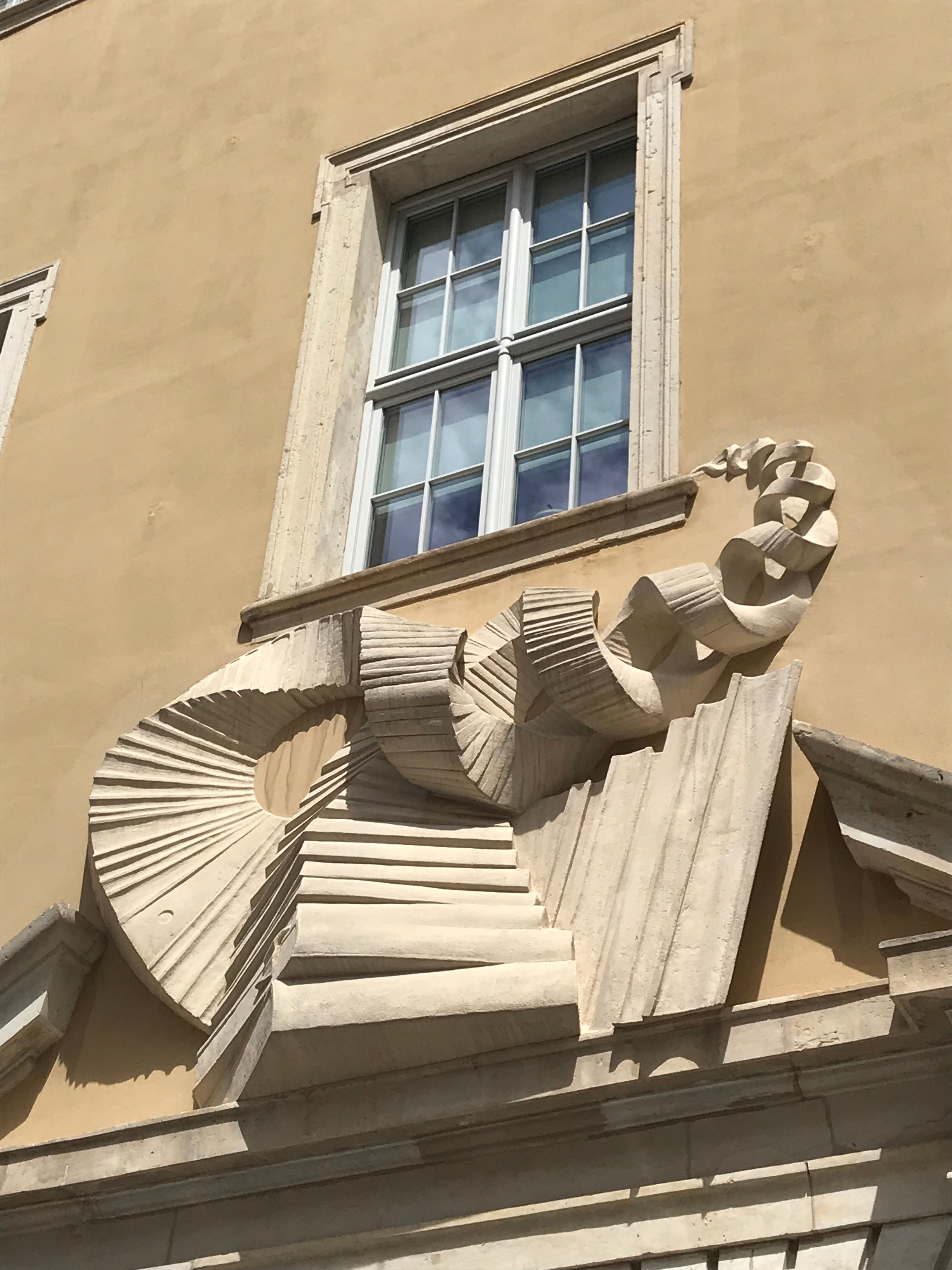
Novodobý reliéf na fasádě budovy
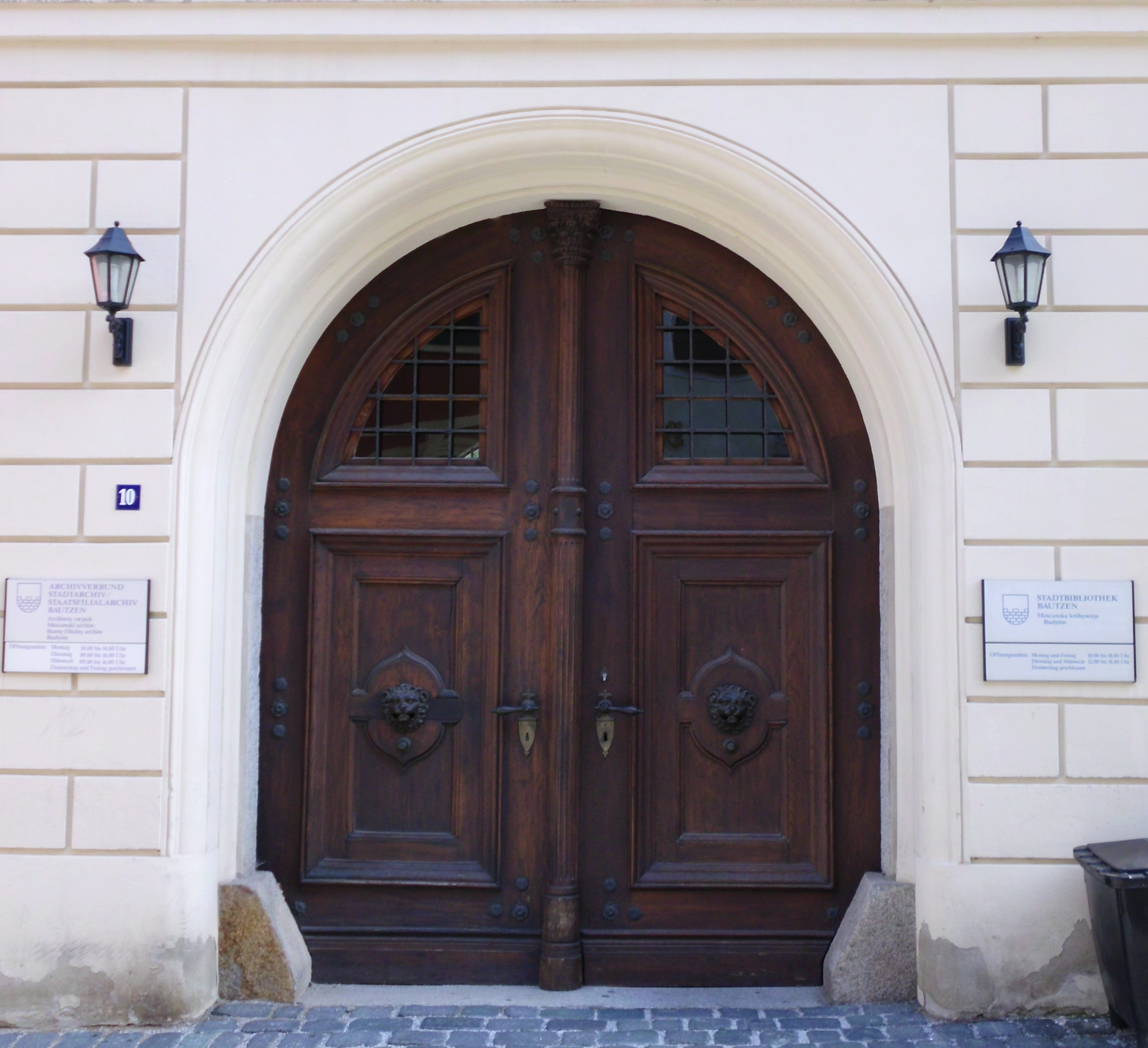
Vstupní portál
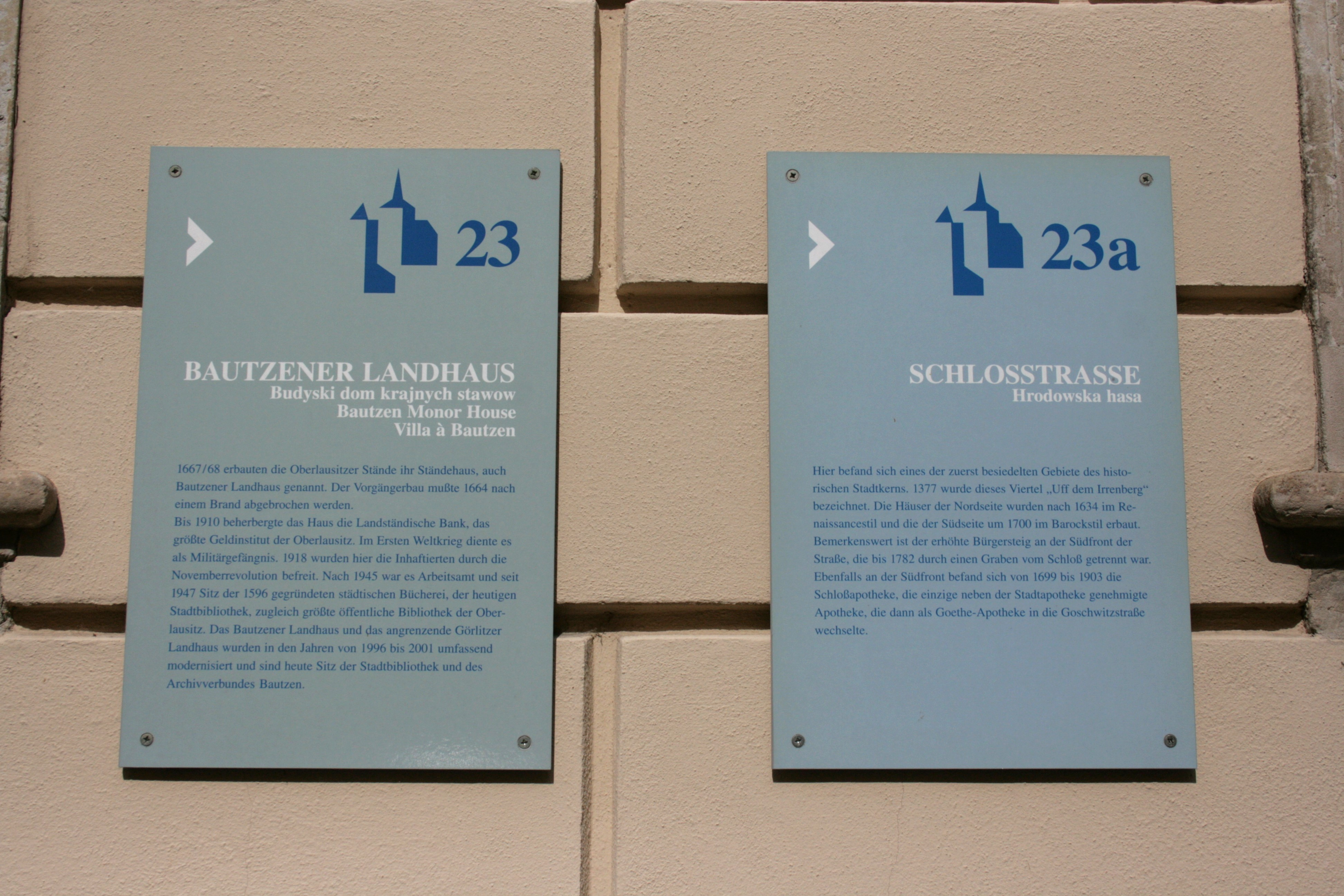
Informační tabule
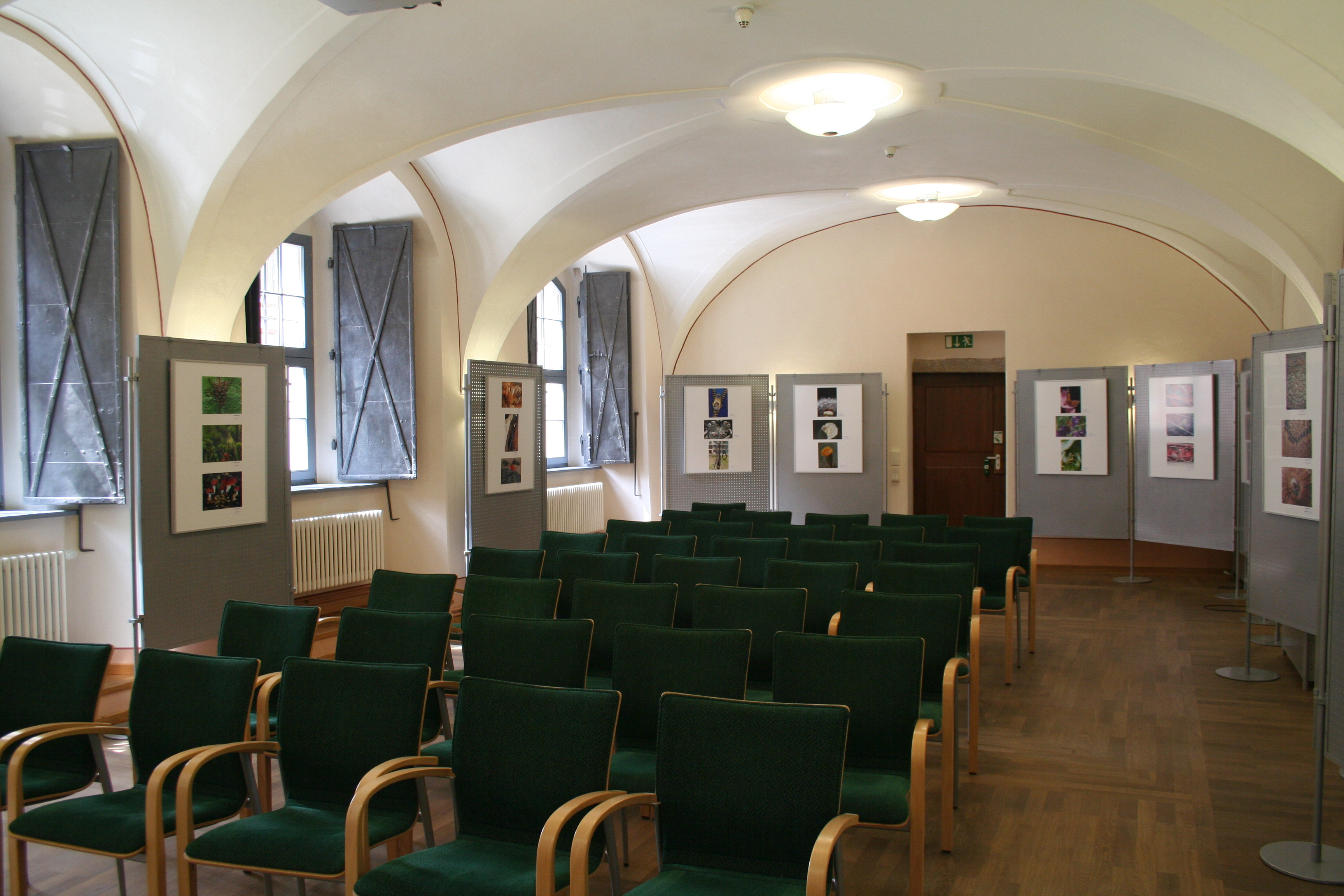
Přednáškový sál
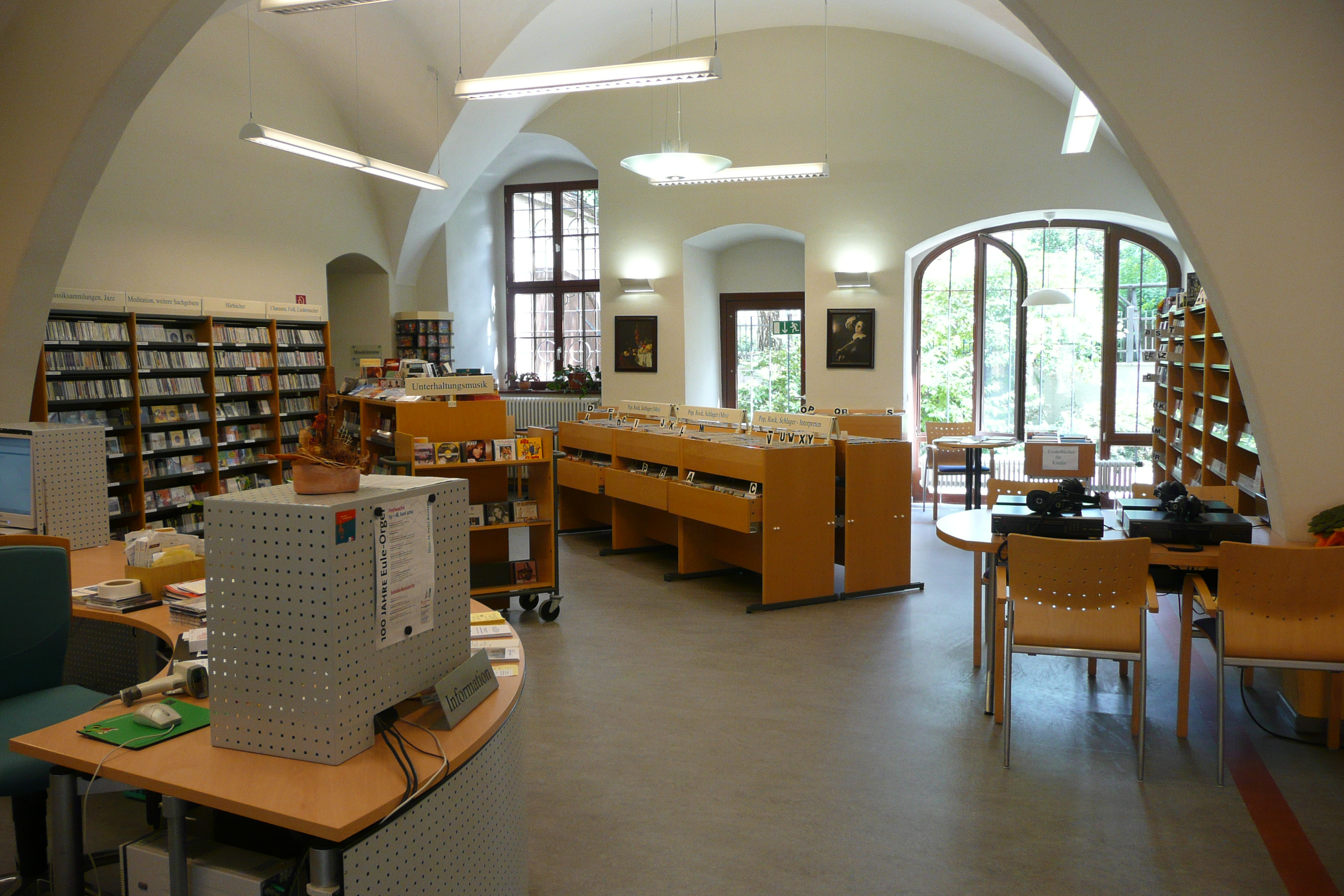
Hudební knihovna

## Digitalizáty

### Gersdorfská nadační knihovna

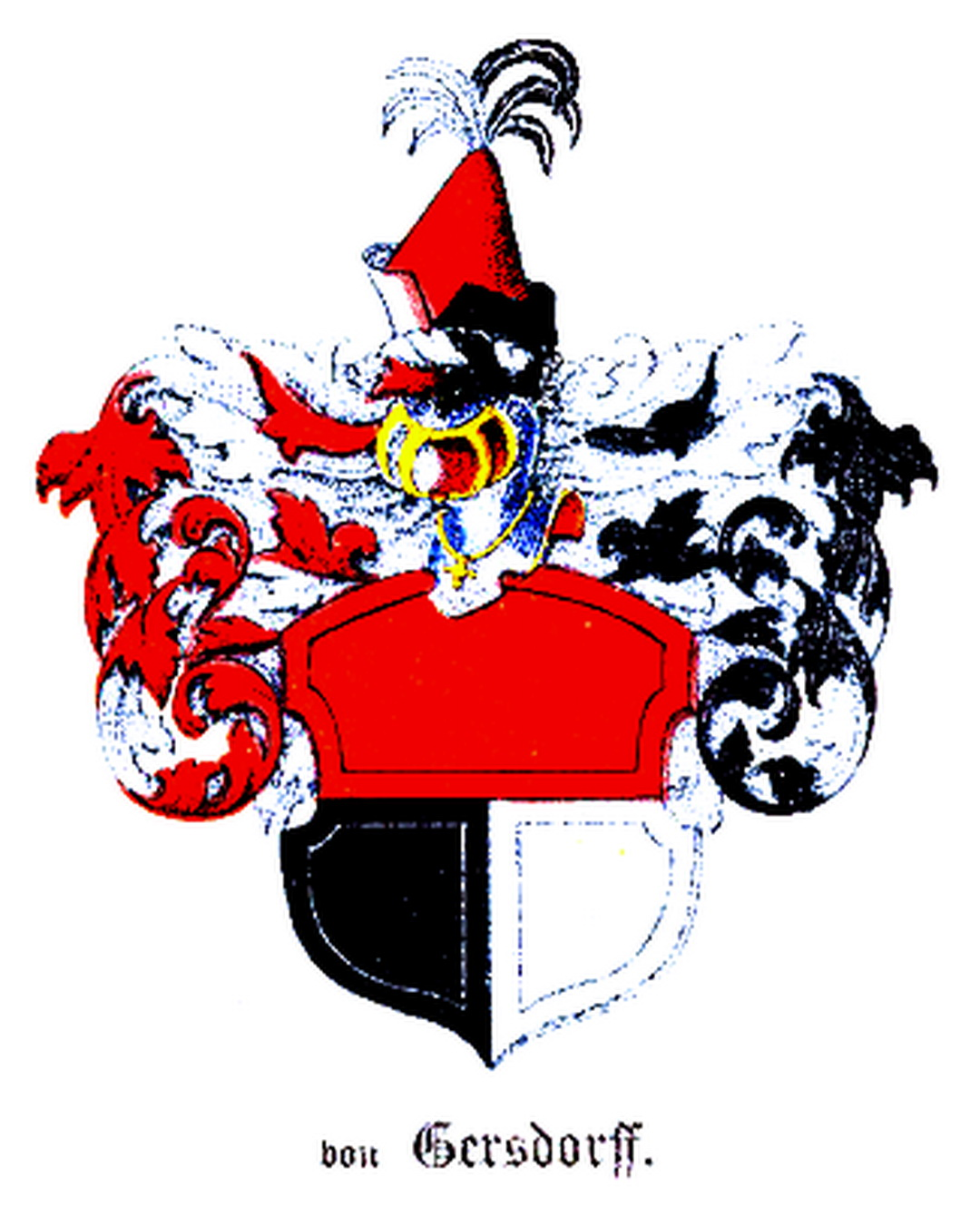
Historická podoba erbu Gersdorfů z Gersdorfu

- Alchimistische Texte – 8°10. Dostupné online
- Budyšínský rukopis s husitskými písněmi – 8°4. Dostupné online
- Catalogus Librorum Bibliothecae Gerstorffianae – Bestand 50605 Familiennachlass von Gersdorff, Nr. 553. Dostupné online
- Catalogus ManuScriptorum, quæ asservantur in Bibliotheca Gersdorff-Weigaviensi Budissæ – K 168. Dostupné online
- Chronologische Erzählung aller böhmischen Könige von Wratislao und andere Nachrichten von Böhmen – 2°31. Dostupné online
- Jan Hus: Výklady – 2°51. Dostupné online
- Sammelhandschrift Johannes Hus und Jacobellus de Miza – 8°6. Dostupné online
- Sammelhandschrift Johannes Gerson – 4°26. Dostupné online
- Sammelhandschrift Johannes Rokycana und Johannes de Palomar – 4°28. Dostupné online
- Sammelhandschrift Martin Lupač und Petrus Payne – 8°3. Dostupné online
- Speculum disciplinae sive Formularius vivendi religiose – 8°14. Dostupné online
- Theologische Sammelhandschrift – 4°22. Dostupné online
- Theologische Sammelhandschrift – 4°24. Dostupné online
- Theologische Sammelhandschrift – 4°25. Dostupné online
- Theologische Sammelhandschrift – 8°7. Dostupné online
- Theologische Sammelhandschrift – 8°8. Dostupné online
- Theologische Sammelhandschrift – 8°9. Dostupné online
- Tomáš Štítný ze Štítného: Annales. Diplomata – 2°56. Dostupné online

### Fond Městské knihovny

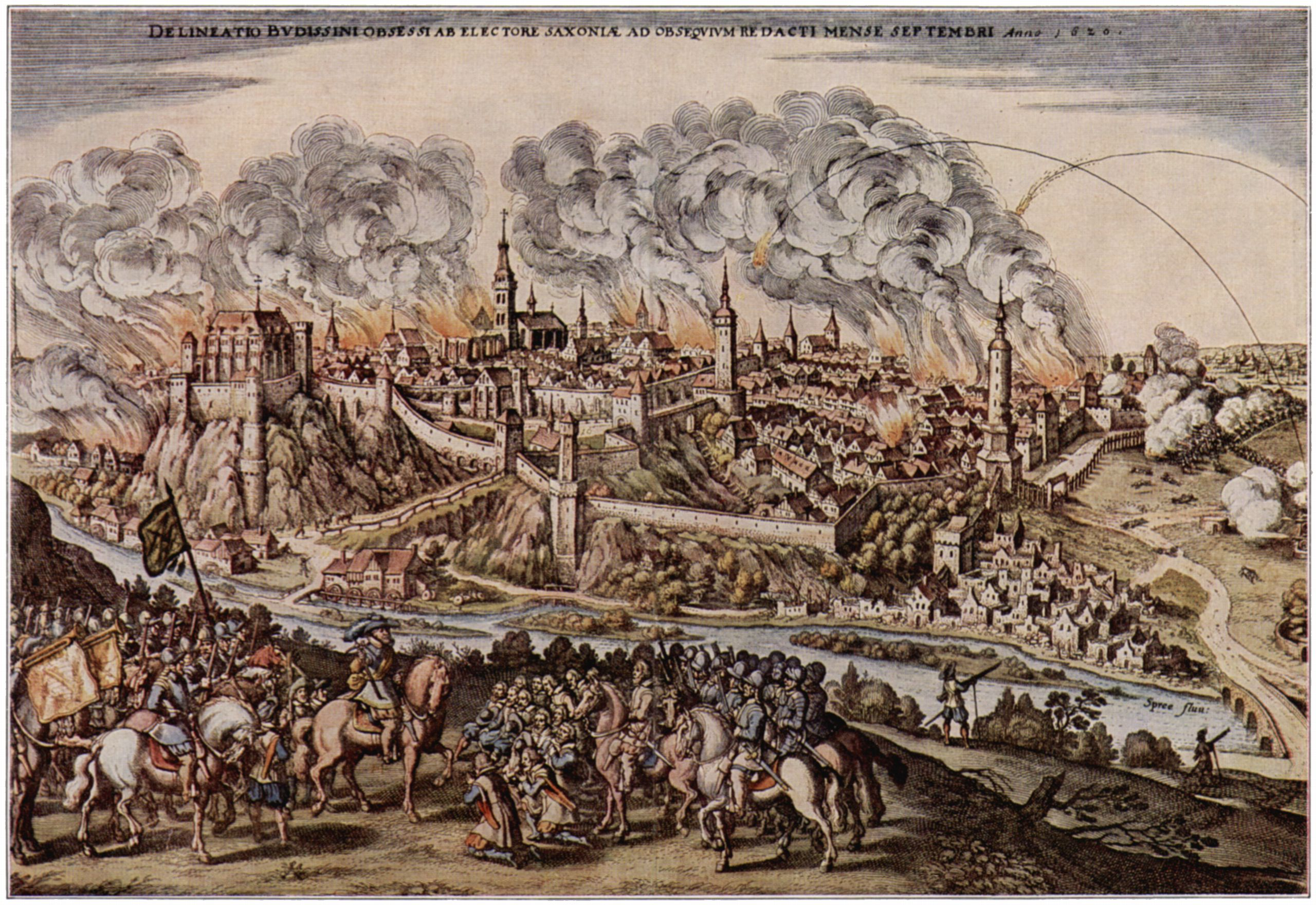
Třicetiletá válka, obléhání a dobytí Budyšína saským kurfiřtem Janem Jiřím I. (1585-1656), Matthäus Merian, po roce 1620

- Adreßbuch der Stadt Bautzen. Dostupné online
- Adreßbuch für die Stadt Bautzen und Umgegend. Dostupné online
- Adreßbuch und Plan der Stadt Bautzen. Dostupné online
- Allgemeiner Anzeiger. Dostupné online
- Annales Vetero-Cellenses – Aa 1. Dostupné online
- Einwohnerbuch für Bautzen. Dostupné online
- Grenzland Oberlausitz. Dostupné online
- Oberlausitzer Heimat. Dostupné online
- Oberlausitzer Heimatzeitung. Dostupné online
- Personalverzeichnis des Gymnasiums zu Bautzen im ... Dostupné online
- Unsere Heimat. Dostupné online
- Verzeichnis der Lehrer an den höheren Schulen Sachsens. Dostupné online
- Verzeichnis der Schüler des Bautzener Gymnasiums im ... Dostupné online
- Verzeichnis der Schüler des Budissiner Gymnasiums im ... Dostupné online
- [Bautzener Schulschriften]. Dostupné online